# Tetraclipeoides acutissimus
Tetraclipeoides acutissimus är en skalbaggsart som beskrevs av Gordon 1976. Tetraclipeoides acutissimus ingår i släktet Tetraclipeoides och familjen Aphodiidae. Inga underarter finns listade i Catalogue of Life.